# Biloxi (Mississippi)
Biloxi é uma cidade localizada no litoral do estado do Mississippi, no Condado de Harrison. É a quinta cidade mais populosa do estado.
A primeira colónia francesa permanente na Louisiana foi fundada em Biloxi sob ordens de Pierre Le Moyne d'Iberville em 1699. Partindo de La Rochelle em setembro de 1698, Iberville desembarcou na baía arenosa de Biloxi em fevereiro de 1699. Após ter empreendido durante algumas semanas a exploração da região, atingiu o lago Pontchartrain e o rio Mississippi. Não encontrando local melhor que Biloxi, situado em zona pantanosa, de águas insalubres e solo estéril, resolveu fundar um forte com os seus homens. No mês de maio de 1699 Iberville deixou o forte e comando dos franceses.
Em 1720, a capital da Louisiana francesa foi transferida de Mobile para Biloxi. Biloxi foi a capital da Louisiana de 1720 a 1723. Em 1723, a capital foi transferida para Nova Orleães e o posto de Biloxi passou a assinalar a chegada de navios.

## Geografia
De acordo com o United States Census Bureau, a cidade tem uma área de 120,9 km², onde 99 km² estão cobertos por terra e 21,9 km² por água.

## Demografia
Segundo o censo nacional de 2010, a sua população é de 44 054 habitantes e sua densidade populacional é de 445 hab/km². A cidade possui 21 278 residências, que resulta em uma densidade de 214,95 residências/km².

## Galeria de imagens

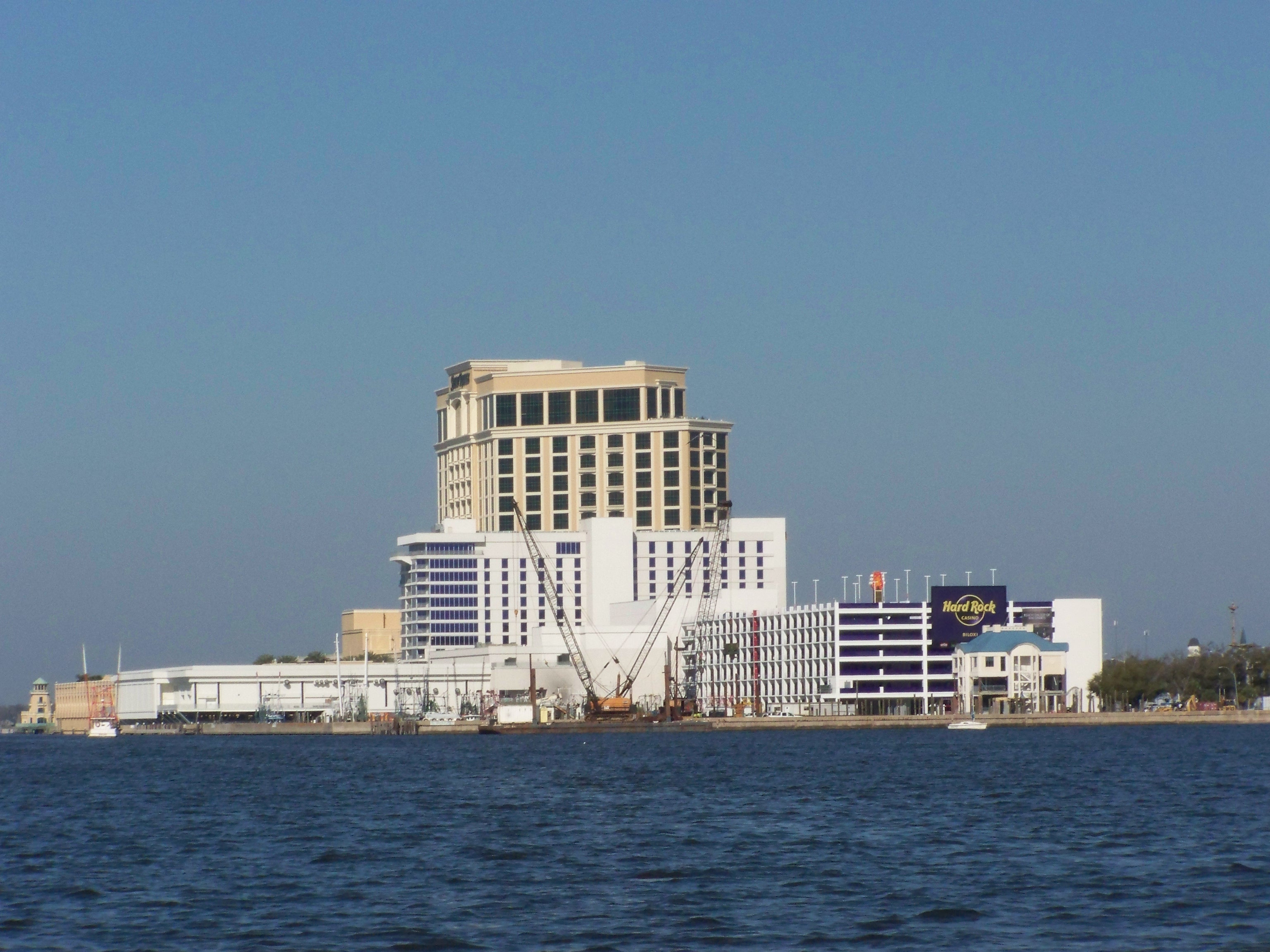
Casinos de Biloxi, junto ao golfo do México